# Pont du canyon de Huajiang
Le pont du canyon de Huajiang, en chinois mandarin 花江峡谷大桥, est un pont suspendu en construction. Long de 2 890 mètres, il est prévu pour traverser la vallée de la rivière Beipan dans la province du Guizhou en Chine, à une hauteur de 625 mètres au-dessus de la surface de l'eau, ce qui en fera le plus haut pont du monde à la date de son inauguration prévue dans le courant du deuxième semestre 2025.

## Projet
Les raisons invoquées à la construction de ce pont sont la revitalisation d'une région très rurale et la promotion du tourisme, notamment par la création d'un centre de sports extrêmes au fond du canyon. Le temps de  traversée du canyon, estimé à 70 minutes avant la construction, est prévue pour durer une minute après sa réalisation,.

## Construction
La construction du pont commence en 2021.
Au début du moins d'avril 2023, la première tour de la partie suspendue atteint 199 mètres de hauteur et la construction de la poutre transversale supérieure est entamée.
En janvier 2025, le dernier segment de poutrelle est assemblé et l'ouverture officielle du pont est envisagée pour la fin de la même année.

## Caractéristiques
À son achèvement, le pont est prévu pour mesurer une longueur totale de 2 890 mètres, dont une portée principale de 1 420 mètres, supportée par deux tours de 262 mètres de hauteur. Le pont franchit la rivière Beipan lors de sa traversée du profond canyon de Huajiang. De ce fait la différence d'altitude entre le futur tablier et le niveau d'eau de la rivière atteint 625 mètres, ce qui constituerait lors de l'achèvement du pont le record mondial,.
Du fait de la hauteur particulièrement importante, une attention particulière est consacrée à la résistance et au comportement de l'ouvrage face au vent, et plus particulièrement durant la phase de construction ; dans ce but, de nombreux instruments de mesure sont positionnés sur les sommets environnants.
Le pont porte l'autoroute reliant le district spécial de Liuzhi à celui d'Anlong.